# Берджес-Шейл

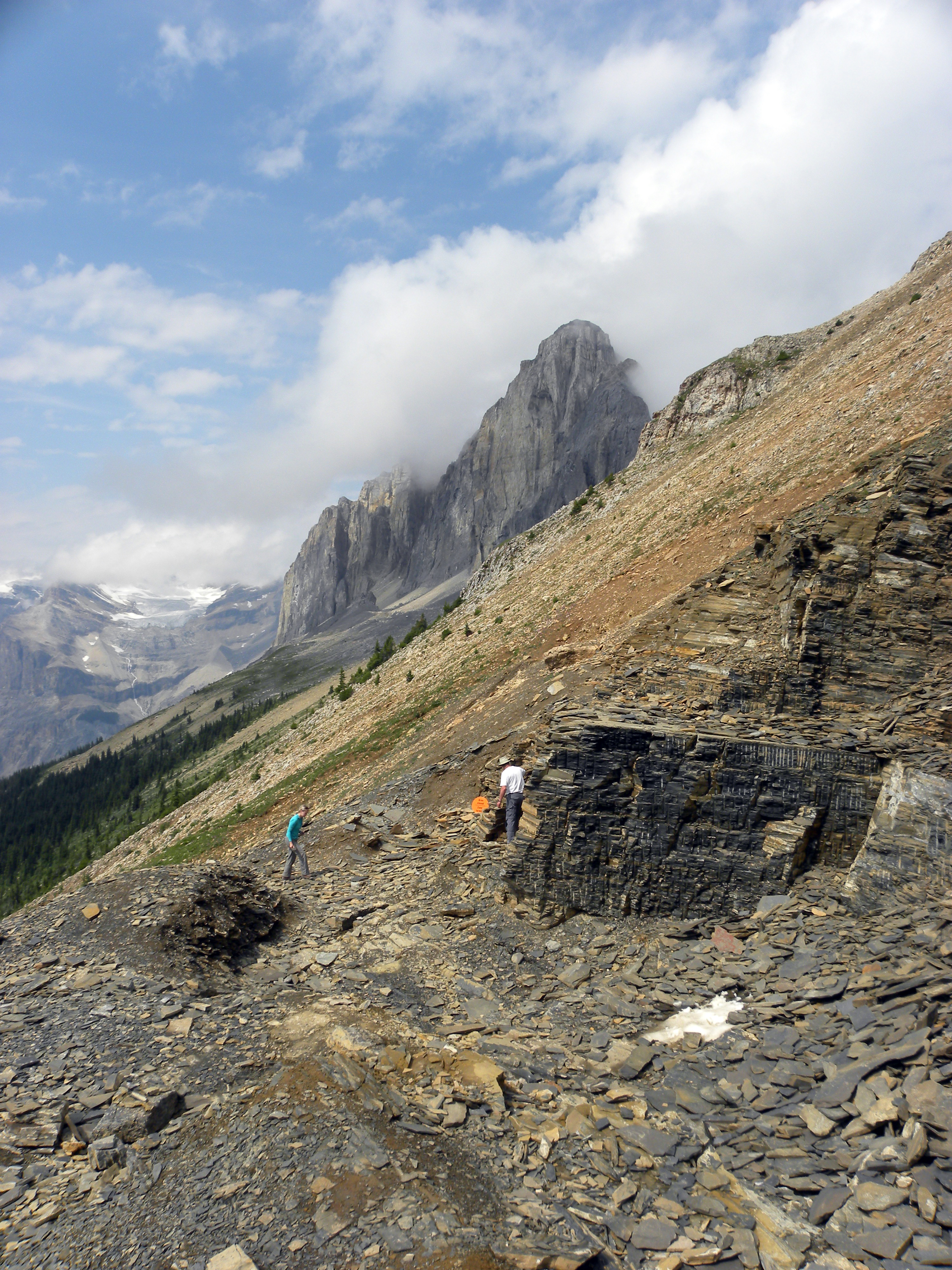
Берджес-Шейл

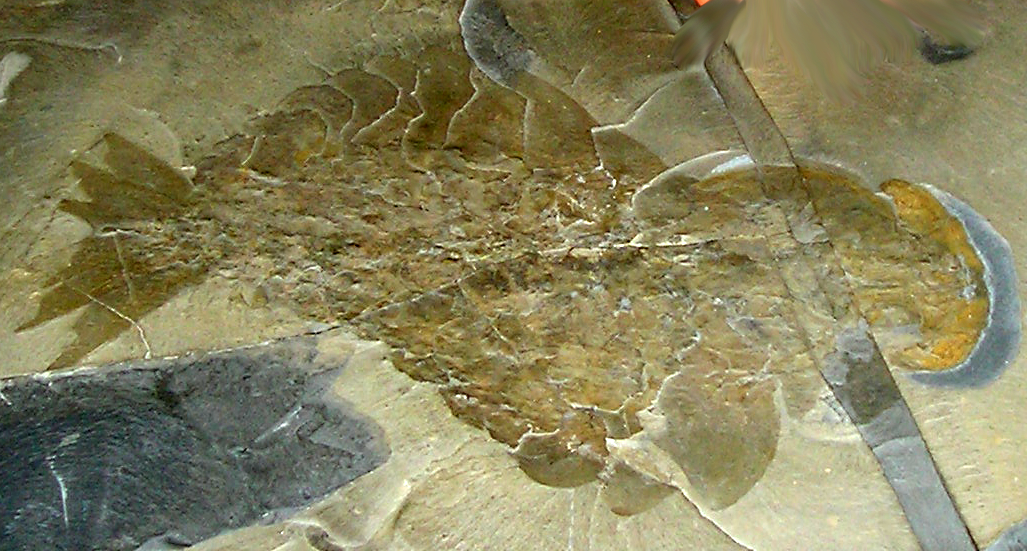
Перший повний Anomalocaris, Королівський музей Онтаріо, Торонто

Берджес-Шейл (англ. Burgess Shale Formation), берджеські сланці, або сланці Берджес, — сланцева формація в канадській частині Скелястих гір на території провінції Британська Колумбія, на перевалі Берджес (входить до складу Національного парку Йохо). Є одним з найбагатших у світі і найкращим в своєму роді місць знахідок залишків організмів кембрійського періоду. Належить до кембрійських лагерштеттів.
Рештки організмів у Берджеських сланцях вперше виявив палеонтолог Чарльз Дулітл Уолкотт 31 серпня 1909 р. У 1910 р. він повернувся туди разом з сином і почав розкопки біля місцевості, що дістала назву Хребет копалин (Fossil Ridge). Він повертався на розкопки щороку аж до 1924 р. — до того часу, коли йому виповнилося вже 74 роки, він виявив понад 65 тисяч зразків. Описом цих зразків Уолкотт був зайнятий до самої своєї смерті в 1927 р. Помилкою Уолкотта було те, що він намагався помістити всіх викопних тварин у сучасні таксони, і з теперішнього погляду це інколи виглядає курйозно. Лише в 1962 р. стався фундаментальний перегляд класифікації берджеських решток, який зробив Альберто Симонетта. Це знову посилило інтерес до місцевості, оскільки з'ясували, що багато відкритих організмів є цілком новими, раніше невідомими.
Кількість виявлених у формації палеонтологічних решток настільки велика, що в ужиток увійшов термін «фауна Берджес-Шейл».
Берджес-Шейл є частиною формації Стефан (англ. Stephen Formation). Має потужність близько 160 м. Довжина — 50 км. Вони складаються з чорного і темно-сірого менілітового і глинистого сланцю, утворюючи шари з середньою товщиною 30 мм. Ці морські відкладення було утворено біля підніжжя підводної вапнякової скелі. Під час орогенезу в пізній крейді їх було піднято на висоту близько 2500 метрів над рівнем моря.
Фауна (більше 140 таксонів) здебільшого представлена різними членистоногими: Marrella, Mollisonia, Canadaspis, Olenoides, також наявні губки — Choia, пріапуліди — Ottoia, морські пера — Thaumaptilon, оніхофори — Hallucigenia, Aysheaia, кільчасті черви — Canadia; Eldonioidea — Dinomischus, організми з неясним систематичним статусом, наприклад Wiwaxia та Siphusauctum.
Також у Берджес-Шейл знайдені найдавніші рештки хордових (Pikaia та Metaspriggina).